# Ronde van Italië 2022/Achtste etappe
De achtste etappe van de Ronde van Italië 2022 werd verreden op zaterdag 14 mei van Napels naar Napels. Het betrof een heuveletappe over 149 kilometer waarin na een vurige start een kopgroep van eenentwintig ontstond met daarin onder andere Mathieu van der Poel, Guillaume Martin, Diego Ulissi, Wout Poels, Biniam Girmay en Thomas De Gendt. De groep krijgt weinig ruimte van het peloton en heeft een maximale voorsprong van drie minuten door het achtervolgingswerk van de ploeg van rozetruidrager Juan Pedro López. Eenmaal op het circuit gaat een groep van vijf in de aanval: De Gendt, Gabburo, Arcas, Simone Ravanelli en Vanhoucke. De groep achtervolgers zit telkens op het vinkentouw en dunt zich uit, maar komt niet tot bij de kopgroep, waar Ravanelli uit is gelost. In de achtergrond zijn Girmay en Van der Poel de sterkste, maar in de straten van Napels komen ze net niet terug tot de kopgroep. De Gendt wint de sprint en wint voor het eerst een etappe in de Giro sinds zijn etappezege op de Stelviopas in de Giro van 2012.

## Uitslagen
| Napels – Napels (149,0 km) |                      |                                    |          |
| Plaats                     | Naam                 | Ploeg                              | Tijd     |
| 1                          | Thomas De Gendt      | Lotto Soudal                       | 3u32'53" |
| 2                          | Davide Gabburo       | Bardiani-CSF-Faizanè               | z.t.     |
| 3                          | Jorge Arcas          | Movistar Team                      | z.t.     |
| 4                          | Harm Vanhoucke       | Lotto Soudal                       | + 4"     |
| 5                          | Biniam Girmay        | Intermarché-Wanty-Gobert Matériaux | + 15"    |
| 6                          | Mauro Schmid         | Quick Step-Alpha Vinyl             | z.t.     |
| 7                          | Mathieu van der Poel | Alpecin-Fenix                      | z.t.     |
| 8                          | Wout Poels           | Bahrain-Victorious                 | + 33"    |
| 9                          | Guillaume Martin     | Cofidis                            | z.t.     |
| 10                         | Fabio Felline        | Astana Qazaqstan                   | + 2'56"  |

| Algemeen klassement |                   |                                    |           |
| Plaats              | Naam              | Ploeg                              | Tijd      |
| Roze trui           | Juan Pedro López  | Trek-Segafredo                     | 28u39'05" |
| 2                   | Lennard Kämna     | BORA-hansgrohe                     | + 38"     |
| 3                   | Rein Taaramäe     | Intermarché-Wanty-Gobert Matériaux | + 58"     |
| 4                   | Guillaume Martin  | Cofidis                            | + 1'06"   |
| 5                   | Simon Yates       | Team BikeExchange Jayco            | + 1'42"   |
| 6                   | Mauri Vansevenant | Quick Step-Alpha Vinyl             | + 1'47"   |
| 7                   | Wilco Kelderman   | BORA-hansgrohe                     | + 1'55"   |
| 8                   | João Almeida      | UAE Team Emirates                  | + 1'58    |
| 9                   | Peio Bilbao       | Bahrain-Victorious                 | + 2'00"   |
| 10                  | Richie Porte      | INEOS Grenadiers                   | + 2'04"   |

## Opgaven
- Simon Carr (EF Education-EasyPost): niet gestart

1e etappe ·
2e etappe ·
3e etappe ·
4e etappe ·
5e etappe ·
6e etappe ·
7e etappe ·
8e etappe ·
9e etappe ·
10e etappe ·
11e etappe ·
12e etappe ·
13e etappe ·
14e etappe ·
15e etappe ·
16e etappe ·
17e etappe ·
18e etappe ·
19e etappe ·
20e etappe ·
21e etappe
Startlijst · Eindstanden · Afbeeldingen